# Robert Havemann
Robert Havemann (München, 11 maart 1910 - Grünheide, 9 april 1982) was een Duits chemicus en schrijver. Hij werd vooral bekend als dissident in de voormalige Duitse Democratische Republiek.
Havemann was zoon van een leraar. Van 1929 tot 1933 studeerde hij scheikunde in München en Berlijn, hij studeerde af in de chemische fysica aan het Kaiser Wilhelm Instituut in Berlijn. In 1932 werd hij lid van de communistische partij in Duitsland (de KPD) en later deed hij mee aan het verzet tegen het nationaalsocialisme. Hij was lid van de verzetsgroep Die Rote Kapelle. In 1943 werd hij door de Gestapo gevangengenomen en ter dood veroordeeld. Die straf kon hij ontlopen, doordat hij voor wetenschappelijk onderzoek werd ingezet, voor de ontwikkeling van chemische wapens.
Na de Tweede Wereldoorlog werd hij aangesteld als hoofd van het Kaiser Wilhelm Instituut, dat gevestigd was in Berlijn-Dahlem in de Amerikaanse sector van de stad. Onder druk van de Amerikanen in West-Berlijn verloor hij die post en later in 1950 werd hij ontslagen. Daarna week hij uit naar de DDR en werd in Oost-Berlijn hoogleraar in de chemische fysica aan de Humboldtuniversiteit. Vanaf 1950 was Havemann lid van het Oost-Duitse parlement, de Volkskammer. In een studie van de Bundesbeauftragte für die Stasi-Unterlagen uit 2005 bleek dat Havemann tussen 1946 en 1963 eerst voor de KGB en vervolgens voor de Stasi had gewerkt.
Na een kritische houding tegenover de Sozialistische Einheitspartei Deutschlands (SED) in 1964 en een interview met een West-Duitse krant, werd hij uit de Volkskammer gezet. Daarna groeide hij uit tot een van de bekendste dissidenten in de DDR.
Voor zijn kritiek kreeg hij huisarrest in zijn woonplaats Grünheide, een dorpje bij Oost-Berlijn. De Nederlandse journalist Adriaan Slooff, die hem in 1979 thuis trachtte op te zoeken, werd vlak voor Grünheide door de Stasi aangehouden en daarna dagenlang 'bewaakt en gevolgd' tijdens zijn verblijf in de DDR. Nadien werd Slooff bijna vijf jaar de toegang tot de DDR ontzegd.
Robert Havemann stierf in 1982 als gevolg van een longaandoening.
In 1989, kort na de val van de Muur, werd Havemann door de SED gerehabiliteerd. In 2006 werd hij benoemd tot Rechtvaardige onder de Volkeren, voor zijn verzet tegen de nazi's.

## Publicaties (selectie)
- Dialektik ohne Dogma? (1965)
- Fragen, Antworten, Fragen. Aus der Biographie eines deutschen Marxisten (1970)